# Nova Gora (Gradišće, Austrija)
Nova Gora (njemački: Neuberg, mađarski: Újhegy) je općina u austrijskoj saveznoj državi Gradišću, upravno pripada kotaru Novom Gradu. 

## Povijest
Naselje je nastalo kao novonaseobina hrvatskih doseljenika u 16. stoljeću.

## Stanovništvo
Nova Gora prema podatcima iz 2011. godine ima 1029 stanovnika, od čega znatan dio Hrvata. 

## Šport
- SV Nova Gora

## Poznate osobe
- Vinzenz Knor (1956.), političar (SPÖ)
- Hans Orsolics, europski prvak u boksu, pripadnik hrvatske manjine
- Matijaš Semeliker (Matthias Semeliker): (1910. – 1986.), župnik u Novoj Gori u vrijeme nacista, interniran 1943. – 1945. u sabirnom logoru Dahauu, pripadnik hrvatske manjine
- Anton Semeliker, pripadnik hrvatske manjine

## Vanjske poveznice
- Službene stranice